# Sara Simeoni
Sara Simeoni (n. 19 aprilie 1953, Rivoli Veronese, Veneto, Italia) este o atletă ce a reprezentat Italia, medaliată olimpică. A participat la 4 ediții ale Jocurilor Olimpice (1972, 1976, 1980, 1984) în care a câștigat o medalie de aur și două medalii de argint în proba de săritura în înălțime.

## Palmares
| An   | Competiție                      | Locație                        | Loc | Note   |
| ---- | ------------------------------- | ------------------------------ | --- | ------ |
| 1970 | Campionatul European de Juniori | Paris, Franța                  | 5   | 1,70 m |
| 1971 | Campionatul European            | Helsinki, Finlanda             | 9   | 1,78 m |
| 1972 | Jocurile Olimpice               | München, Germania de Vest      | 6   | 1,85 m |
| 1973 | Campionatul European în sală    | Rotterdam, Țările de Jos       | 9   | 1,82 m |
| 1973 | Universiada                     | Moscova, Uniunea Sovietică     | 3   | 1,81 m |
| 1974 | Campionatul European în sală    | Göteborg, Suedia               | 11  | 1,75 m |
| 1974 | Campionatul European            | Roma, Italia                   | 3   | 1,89 m |
| 1975 | Campionatul European în sală    | Katowice, Polonia              | 4   | 1,80 m |
| 1975 | Universiada                     | Roma, Italia                   | 2   | 1,88 m |
| 1976 | Jocurile Olimpice               | Montréal, Canada               | 2   | 1,91 m |
| 1977 | Campionatul European în sală    | San Sebastián, Spania          | 1   | 1,92 m |
| 1977 | Universiada                     | Sofia, Bulgaria                | 1   | 1,92 m |
| 1977 | Cupa Mondială                   | Düsseldorf, Germania de Vest   | 2   | 1,92 m |
| 1978 | Campionatul European în sală    | Milano, Italia                 | 1   | 1,94 m |
| 1978 | Campionatul European            | Praga, Cehoslovacia            | 1   | 2,01 m |
| 1979 | Cupa Europei                    | Torino, Italia                 | 2   | 1,94 m |
| 1979 | Cupa Mondială                   | Montréal, Canada               | 2   | 1,94 m |
| 1979 | Universiada                     | Ciudad de México, Mexic        | 3   | 1,92 m |
| 1980 | Campionatul European în sală    | Sindelfingen, Germania de Vest | 1   | 1,95 m |
| 1980 | Jocurile Olimpice               | Moscova, Uniunea Sovietică     | 1   | 1,97 m |
| 1981 | Campionatul European în sală    | Grenoble, Franța               | 1   | 1,97 m |
| 1981 | Universiada                     | București, România             | 1   | 1,96 m |
| 1982 | Campionatul European            | Atena, Grecia                  | 3   | 1,97 m |
| 1983 | Campionatul Mondial             | Helsinki, Finlanda             | 19  | 1,84 m |
| 1984 | Jocurile Olimpice               | Los Angeles, Statele Unite     | 2   | 2,00 m |
| 1986 | Campionatul European            | Stuttgart, Germania de Vest    | 13  | 1,86 m |

## Recorduri personale
| Probă                | Performanță | Dată          | Locație |
| -------------------- | ----------- | ------------- | ------- |
| Săritură în înălțime | 2,01 m      | 4 august 1978 | Brescia |